# IC 528
IC 528 ist eine linsenförmige Galaxie vom Hubble-Typ S0-a im Sternbild Krebs auf der Ekliptik. Sie ist schätzungsweise 164 Millionen Lichtjahre von der Milchstraße entfernt.
Das Objekt wurde am 16. Dezember 1893 vom französischen Astronomen Stéphane Javelle entdeckt.